# Jurasze
Jurasze – wieś w Polsce położona w województwie podlaskim, w powiecie sokólskim, w gminie Sidra.
| SIMC    | Nazwa   | Rodzaj  |
| ------- | ------- | ------- |
| 0039143 | Gudebsk | kolonia |

Wieś królewska ekonomii grodzieńskiej położona była w końcu XVIII wieku  w powiecie grodzieńskim województwa trockiego. W latach 1975–1998 miejscowość administracyjnie należała do województwa białostockiego.